# Julemiddag
Julemiddag er et måltid der spises i dagene omkring juleaften. Dette måltid kan finde sted fra selve juleaften til om aftenen 1. juledag. Måltidet er oftest særligt omfattende og næringsrigt og udgør en stor del af de forsamlinger der i nogle lande fejrer juletiden fra den 24. december til den 5. januar. I mange tilfælde er der et rituelt element i madsammensætningen, så der serveres det samme år efter år og i nogle lande vil der også blive bedt bordbøn.
Sammensætningen af maden varierer fra land til land og også regionalt i de enkelte lande. I Storbritannien og de lande der var tidligere britiske kolonier har maden ofte taget inspiration fra den traditionelle sammensætning i Storbritannien der indeholder stegt kød og budding. I Danmark vil julemiddagen ofte være centreret omkring and og/eller flæskesteg, mens man i Sverige typisk vil få serveret retter fra Det kolde bord i stil med hvad man i Danmark vil servere til en julefrokost.

## Traditioner i forskellige lande

### Danmark

#### Typisk sammensætning
Mange danske familier vælger i dag mellem flæskesteg, andesteg og i mindre grad gåsesteg og kalkun til hovedret. I 2011 blev det fundet at and var det mest populære efterfulgt af flæskesteg, kun omkring 8% og 7% spiste gås og kalkun henholdsvis. Fjerkræs-stegene tilberedes gerne med sødt fyld, såsom æbler og svesker, muligvis "krydret" med appelsin. Appelsin indgår i meget julebag og -spise da den traditionelt kun ankom til Danmark og befolkningen efter høsten sydpå, altså netop i det sene efterår og til jul, og i dag er der stadig sæson for de økologiske, som er de eneste, hvor skrællen kan bruges. Flæskestegen tilberedes med grisens hud på stegen - et dansk unikum - der skæres i ½-1 cm strimler, saltes og muligvis krydders med laurbærblade samt nelliker. Den tilberedes stadig på stegen, i ovn, hvor flæskesværene bliver sprøde, og anses som delikatesse-delen af stegen.
Formaden er efterhånden gået af mode, og i stedet er dessert indført. Desserten er som regel risalamande med lun kirsebærsovs, som en slags erstatning for den gamle tradition med risengrød, hvor risengrøden tidligere var en traditionel formad, som nogle stadig holder ved og igen nogle servere risalamanden som formad - eller snarer forret - på grund af den tidligere tradition for formad. For begge retter er det udbredt at putte en mandel i, der holdes skjult. Den som finder mandlen vinder typisk mandelgaven, der traditionelt var en marcipangris, men kan være en vilkårlig gave. Mandlen holdes skjult ved at smutte skinnet af nødden, så den er hvid som retten selv. For at udfordre dem som spiser med, er det udbredt også at tilsætte finthakkede smuttede mandler i retten, hvor den fine hakning gør at ingen af disse mandler kan kvalificere den som finder dem som vinder, da de ikke er intakte.
Til maden er der større forskel på, hvad der bliver serveret at drikke. Traditionelt har det været meget udbredt med mørkt øl, gerne stærk. I dag drikkes der også almindelig øl som pilsner til maden, og det er blevet udbredt at drikke rødvin til hovedretten i stedet. Der er ligeledes stor forskel på, hvad der serveres til børn. Alt fra moderne sodavand, til traditionelle bærsafte og netop mørkt øl. For det mørke øl til børn gælder det dog at det ikke er en stærk, da børn ikke kan tåle sammen alkohol mængde som voksne. Til børn er derfor netop de såkaldte nisseøl udbredte, der stadig er en fyldig og sød øl, men i stedet for stærk er de typisk med en særlig svag alkoholpromille på 1,7%. Til desserten er der en endnu større variation af drikkelse, da desserten i sig selv er nyere påfund. De traditionelle danske kirsebærvine er en brugt kombination til risalamanden. Traditionelt har nogen serveret en form for digestif drink, heriblandt te med rom for overklassen samt gløgg.
Middagen er omgærdet af mange, faste regler, som man lægger megen vægt på at få overholdt i den enkelte familie. Der er forskrifter for, hvornår den skal spises – gerne før dansen om juletræet og gaveoppakningen, selvom der kan være undtagelser i familier med utålmodige og trætte småbørn. Der er også grænser for, hvor længe man må sidde over middagen og der er usagte regler for, hvor mange gange, man byder fade og skåle rundt (for det meste to gange), og man ser skævt til den, der ikke tager af det hele, eller som forsyner sig for grådigt. I nogle familier skal opvasken være til side, før man kan gå i gang med dansen om juletræet; men i andre kan den godt vente, indtil børnene er stillet tilfredse.
Disse variationer over et fast skema volder problemer, når nye medlemmer skal optages i familien: De kan forventes at bære rundt på utilbørlige ønsker om at ændre på de traditioner, der gælder i svigerfamilien.

#### Historie
Julemiddagen var historisk sammensat af retter, der passede til den netop overståede slagtning af julegrisen. Derfor var flæskesteg det bærende element i hovedretten. Men før hovedretten spistes "formad", oftest i form af en portion risengrød. Til stegen hørte ofte både "hvide" kartofler og "brunede" kartofler. Sovsen var lavet ved opbagning af stegeskyen. Som tilbehør fik man rødkål, kogt med ribssaft, og syltet frugt, f.eks. ribsgelé eller tyttebærsyltetøj. Til maden nød man et glas julebryg, mens børnene fik juleøl.
I klassikeren Peters Jul fra
1866 beskrives netop traditionen med risengrød som formad:

Med Risengrød begynder vi, — 

husk paa, der er en Mandel i! — 

Og saa skal Gaas vi have. 

I Gaasens Ryg et Flag skal staa, 

og den har smaa Manchetter paa 

og Grankrans om sin Mave.
 − Fra Kalliope
Den ovenfor beskrevne sammensætning kaldes ofte for den traditionelle, og har også være populær i mange generationer. Dog har der været en stor udskiftning gennem tiderne i, hvad der indgår i middagen. Ingen af de nuværende retter har været almindelig før slutningen af 1800-tallet.
Risalamande er en udvikling af risengrød. Hvor risengrøden først var fin, da risene skulle importeres og derfor var bekostelig, blev det senere en mere udbredt spise, hvorfor borgerskabet har forsøgt at forfine retter, med risalamanden som resultat. Det må også antages at det netop er derfor at retten er navngivet med fransk inspiration - selvom franskmænd intet kender til denne danske spise. Før risengrøden blev udbredt kogtes grød på danske korn.
Mandlen som bliver tilsat risalamanden eller risengrøden med legen til følge, er en tradition der bredte sig fra Christian 3.s hof, hvor kongen netop puttede en mandel i risengrøden. Konceptet importerede kongen fra den franske tradition, der kendes fra 1500-tallet hvor en bønne blev tilsat en kage. Den franske tradition og kage kaldes for galette des rois.
Brunede kartofler bredte sig i Danmark som er folkelig erstatning for de brunede kastanjer, der blev spist af overklassen. Selvom det spiselige kastanje træ blev importeret i 1740'erne, var det i lang tid stadig en dyr spise for de få. At brune kartofler var for almindelige folk indenfor økonomisk rækkevidde. Dog var sukker en dyr importvare indtil sukkerroens udbredelse i begyndelsen af 1900-tallet, og man skulle før sukkerroen købe sukker i dyre domme på et af datidens apoteker.
And- og flæskesteg er i dag ofte et valg mellem flæskesteg og andesteg. Men ingen af delene blev serveret for 200 år siden, og på den tid var det for overklassen moderne at spise gåsesteg. Mere udbredt var det med fisk eller ikke specifikt kød, for de der havde råd til det, en vilkårlig steg. Enkelte julegæs blev dog holdt på flere gårde, men det var ikke altid til egen julemiddag, men derimod til salg til overklassen.
Før de ovennævnte nuværende klassikere, var en folkelig julemiddag bedre beskrevet bestående af eksempelvis klipfisk og sødgrød på korn, såsom byg (baseret på mælk, men uden de dyre ris), eller måske suppe, steg og is alt efter, hvad der måtte være råd til. Derfor var det også mere almindeligt at retten skiftede fra år til år. Dog er traditionen med at gøre det til et festmåltid ud over det sædvanlige den samme, og der ville tidligere være serveret stærk øl og mad i så store mængder, der kunne retfærdiggøres.

### Sverige
Den svenske julemiddag eller Julbord består ofte af fem eller flere retter. De første tre vil typisk være forskellige slags fisk, fx marineret sild og laks, røget laks, som spises med kogte kartofler eller knækbrød og lutefisk. Den fjerde ret er forskellige slags kødpålæg med juleskinke som det vigtigste pålæg. Røgede pølser, sylte, æblemos og leverpostej er også almindeligt. Den femte ret er en varm ret fx kødboller små stegte pølser og Janssons fristelse. Til sidst serveres typisk ost og dessert. Den mest populære dessert er risengrød med en hel mandel gemt et sted, hvor finderen forventes at blive gift inden næste jul.